# 翠鸟属
翠鸟属（学名：Alcedo）在动物分类学上是鸟纲佛法僧目翠鸟科中的一个属，過去包括了翠鸟科的大部分物種，但現經由分類後不少物種被移至三趾翠鳥屬等其他分類，現餘下八個物種。其模式物種為，現為普通翠鳥下的一個亞種。

## 分類學
此屬由卡爾·林奈在其1758年的著作《自然系統》第十版建立。其屬名是「翠鳥」或「魚狗」的拉丁語。:40該學名也經由重新組合後衍伸出了笑翠鳥屬（Dacelo）及橫斑翠鳥屬（Lacedo）的屬名。

## 下屬物種
- 小蓝翠鸟 Alcedo coerulescens Vieillot, 1818
- 马来蓝带翠鸟 Alcedo peninsulae Laubmann, 1941
- 蓝带翠鸟 Alcedo euryzona Temminck, 1830
- 亮蓝翠鸟 Alcedo quadribrachys Bonaparte, 1850
- 蓝耳翠鸟 Alcedo meninting Horsfield, 1821
- 普通翠鸟 Alcedo atthis (Linnaeus, 1758)
- 半领翠鸟 Alcedo semitorquata Swainson, 1823
- 斑头大翠鸟 Alcedo hercules Laubmann, 1917